# متلازمة كلاين ليفين
متلازمة كلاين ليفين (بالإنجليزية: Kleine-Levin Syndrome)‏ وتسمى أيضا بمتلازمة الجمال النائم وهي اضطراب عصبي يتميز بحصول فترات متكررة من النوم الطويل وأكل كميات زائدة من الطعام. في بداية كل فترة يصاب المريض بالنعاس وينام لأكثر من يوم وليلة (hypersomnolence) ويستيقظ فقط لتناول الطعام أو الذهاب إلى الحمام. يعاني المصابون من الارتباك والتشتت والانعدام التام للطاقة (الخمول lethargy) وعدم وجود العواطف (اللامبالاة apathy). وهم ليسوا قادرين على الذهاب إلى المدرسة أو العمل أو رعاية أنفسهم. وحتى عندما يستيقظون معظمهم يبقى طريح الفراش، تعب وصموت.
معظم المرضى أفادوا أن كل شيء يبدو خارج التركيز، وأنهم شديدو الحساسية للضجيج والضوء. في بعض الحالات، تم ملاحظة أعراض فرط الأكل القهري compulsive hyperphagia. في الذكور، تم ملاحظة أعراض لحالات من فرط الرغبة الجنسية المتهتكة uninhibited hypersexuality. في الإناث، تم الإبلاغ عن حالات من الاكتئاب.
قد يمضى الأفراد المصابون بهذه المتلازمة مدة أسابيع أو شهور أو حتى سنوات من دون معاناة من أي أعراض، وبعد ذلك تعود إلى الظهور دون سابق انذار. ما بين فترات الإصابة، يبدو المرضى في صحة مثالية مع عدم وجود أدلة على خلل سلوكي أو جسماني.
ولم يعرف لسبب متلازمة كلاين ليفين. وبالتالي، فإن دعم الأسرة والتعليم هي أفضل سبل الإدارة المتوفرة حاليا.

## الإكتشاف
1815 كان هناك تقرير عن شاب أظهر الشهية المفرطة والنوم لفترات طويلة بعد تعاني من الحمى. هذا قد يكون وصفا في وقت مبكر من هذه الحالة. وقد وصفت حالة أخرى مع أعراض مشابهة في عام 1862.
قام العالم ويل كلاين عام 1925 بوصف خمسة مرضى يعانون من أعراض النعاس المستمر.
وأعقب هذا بأربعة سنوات تقارير مفصلة عن حالات مماثلة من قبل الطبيب النفسي ماكس ليفين في نيويورك. في عام 1935، نشر ليفين معلومات حول عدد من الحالات، بما في ذلك إحدى الحالات التي وصفها كلين.
ماكدونالد كريتشلي، الذي كتب لأول مرة عن حالة في عام 1942، قام بفحص 11 حالة ومراجعة 15 حالة أخرى.

## إنتشارها
يصيب هذا المرض فقط مابين 600- 1000 شخص حول العالم فقط.
تنتشر أكثر في الذكور منها لدى الإناث في جيل المراهقة الانتشار لدى الذكور عادة بين 8 – 23 سنه وفي الإناث قد تطول المدة إلى أكثر من ذلك

## الأسباب
تشير الدراسات إلى حدوث تلوث-بيئي في الجسم.

## الاعراض قبل الإصابة
ارتفاع في درجة الحرارة
الإصابة بالزكام
التهاب في الجهاز التنفسي
القيئ المدمى
التهاب الحنجرة
ملاحظه الإصابة بهذه الاعراض لا يعني بالضرورة الإصابة بهذا المرض
تبدا النوبات بالحدوث بعد هذه الاعراض ما بين 3 أيام إلى 5

## سير المرض
يصاب المريض بنوبات متلاحقة قد تستمر أيام أو أسابيع وهو في فراشه وينهض فقط لحاجه الطعام أو لقضاء الحاجة وقد تصل فترة النوم إلى 18 ساعه في اليوم أو أكثر في حالات معينة. تجدر الإشارة ان المريض ما بين النوبات يكون في حالة صحيه كاملة ولا يشكو من أيه عوارض أو أمراض سواء جسدية أو نفسية. يتعرض المريض بالمعدل لنوبه واحده كل يومين وحتى 80 يوما.

## مدة المرض
ما بين نصف سنه إلى 41 سنه
ملاحظه من المؤشرات على انتهاء الحالة المرضيه هي ازدياد النوبات في الفترة الاخيرة منه !

## التشخيص
بما انه لا يصاب جميع المرضى بنفس الاعراض أو بأعراض متفاوته فإن من شأن هذا إطالة مدة التشخيص بالمرض إلى ثلاث سنوات وتكون خلالها معظم الفحوص الطبية سليمة ولا تظهر أي خلل

## الفحوص المتبعة
- فحص نسبة الميلاتونين
- هرمون النمو
- EEG وغيرها

## العلاج
لا يوجد علاج دوائي مثبت لهذه الحالة. أفضل دواء هو الأمانتادين والذي أثبت تأثيره على 46% من المصابين فقط والذي يساعد في تقليل المدة الزمنية للنوبه. الليثيوم يساعد في تعديل المزاج لدى 23% فقط من المصابين. الأدوية الأخرى كمضادات القلق لم تثبت اية تأثير على حالة المرضى النفسية.